# Пассі (кладовище)
Цви́нтар Пассі́́ (фр. Cimetière de Passy) — один з відомих цвинтарів Парижа, розташований у XVI окрузі за адресою: rue du Commandant Schœlsing 2.
Цвинтар Пассі влаштований як сад, що висить, він височіє над майданом Трокадеро та лежить поблизу від палацу Шайо. Щоб відвідати цвинтар, потрібно обійти пагорб і пройти через монументальні ворота, які створив архитектор Берже. Кладовище налічує до 2000 поховань.

## Історія
На почтаку XIX століття на місці стровинних цвинтарів Парижа виникали нові. За межами міста (ці райони увійшли в кордони міста лише 1 січня 1860 року) були засновані цвинтар Монмартр — на півночі, Пер-Лашез на сході та цвинтар Монпарнас на півдні. У самому серці французької столиці на території однойменної комуни виник цвинтар Пассі.
Цвинтар був відкритий у 1820 році в заможному кварталі на правому березі поблизу Єлисейських Полів, що зробило кладовище Пасі місцем поховання паризької аристократії, це єдине паризьке кладовище, да наявні приміщення, що опалюються.
Після Першої світової війни на одній зі стін цвинтаря встановлено барельєф військової слави.

## Відомі особистості, поховані на цвинтарі
- Бао Дай — останній імператор В'єтнаму.
- П'єр Берес — французький книгар, колекціонер і видавець.
- Башкирцева Марія — французька художниця українського походження.
- Клод Дебюссі — французький композитор.
- Жан Жіроду — французький драматург.
- Жак Ібер — французький композитор.
- Едуар Мане — французький художник.
- Наталі Барні — французька драматургиня, поетеса і прозаїкиня американського походження.
- Октав Мірбо — французький письменник.
- Берта Морізо — французька художниця-імпресіоністка.
- Фернандель — французький комедійний кіноактор, співак.
- Едгар Фор — політичний діяч.
- Габрієль Форе — французький композитор.
- Тогрул Наріманбеков — азербайджанський художник.
- Жан-Луї Барро — французький театральний режисер, актор театру і кіно, мім, теоретик театру.